# Dirk Heyne
Dirk Heyne (Magdeburgo, 10 ottobre 1957) è un allenatore di calcio ed ex calciatore tedesco, di ruolo portiere.

## Carriera

### Giocatore
Nato a Magdeburgo, allora città della Germania Est, iniziò la propria carriera come portiere tra le file della squadra della sua città natale, il 1. FC Magdeburgo. Dopo dieci anni nelle giovanili, nel 1977 fu promosso in prima squadra. Heyne difese i pali della squadra per quattordici anni, fino al 1991, vincendo tre edizioni della Coppa della Germania Est nel 1978, 1979 e 1983. Trasferitosi al Borussia Mönchengladbach, dopo un breve periodo in cui fu impiegato come primo portiere, svolse il ruolo di portiere di riserva fino al maggio 1994, anno in cui si ritirò dal calcio giocato all'età di 36 anni.
Spesso convocato come secondo portiere della nazionale, vi esordì l'11 febbraio 1979 durante un match con la nazionale iraniana subentrando a Bodo Rudwaleit a tredici minuti dal termine. Guadagnò il ruolo di portiere titolare della nazionale solo nel 1989, in occasione del ritiro di René Müller: di lì in poi Heyne disputò otto gare.

### Allenatore
Abbandonato il calcio professionistico, Heyne rimase nel Borussia Mönchengladbach ricoprendo, fino al 2001, ruoli tecnici, tra cui quello di preparatore dei portieri. Tornato al Magdeburgo come allenatore delle squadre giovanili, ricoprì per quattro anni (dal 2003 fino al 9 dicembre 2007) la carica di tecnico della prima squadra. In seguito è passato ad allenare il Sachsen Lipsia e a dirigere una scuola calcio di portieri a Magdeburgo, dove è stato insignito del titolo di Magdeburghese il 9 gennaio 2007.

## Palmarès

### Giocatore

#### Competizioni nazionali
- Coppa della Germania Est: 3

1977-1978, 1978-1979, 1982-1983